# Lachute
Lachute – miasto w Kanadzie, w prowincji Quebec.